# British Expeditionary Force

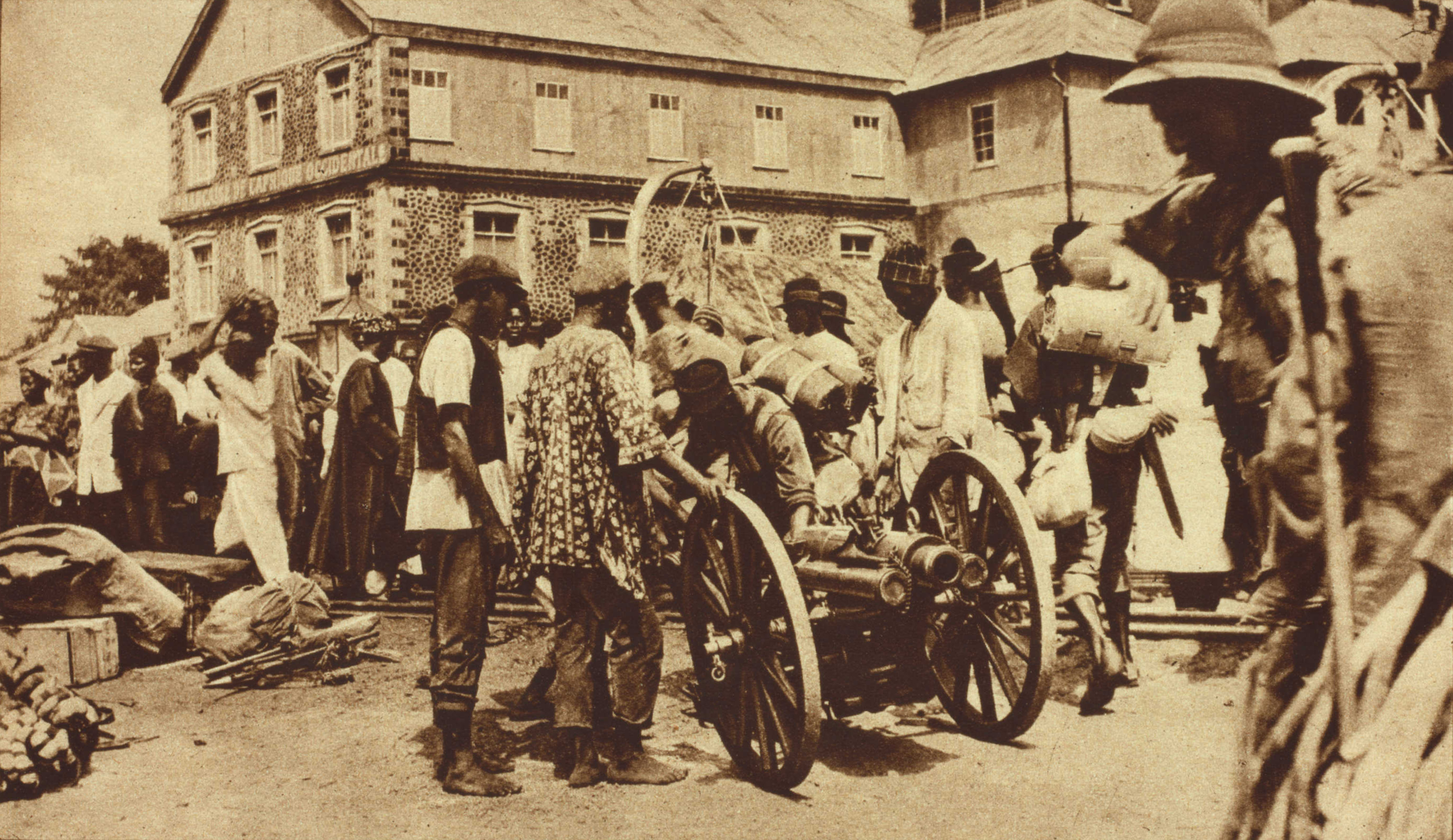
Het BEF ontscheept in Freetown (Brits-West-Afrika) in 1919

De British Expeditionary Force (BEF) of Britse Expeditiemacht was de Britse strijdmacht die tijdens de Eerste Wereldoorlog (1914-1918) in Frankrijk en België vocht. Hij bestond voor een groot deel uit troepen van diverse delen van het toenmalige Britse Rijk.
In de Tweede Wereldoorlog was de BEF de naam voor een soortgelijke strijdmacht die in 1939-1940 in Frankrijk was gelegerd.

## Eerste Wereldoorlog
De oprichting van de BEF was al vóór de oorlog voorzien om binnen veertien dagen Frankrijk of België te hulp te kunnen schieten ter assistentie van de Fransen in een te verwachten oorlog met Duitsland. Voor het oprichten van de BEF diende de Britse minister van Oorlog Richard Haldane op 10 januari 1906 een geheim plan in.
De Britse generaal James Grierson probeerde tot een militaire bespreking te komen met België, maar omdat dit strijdig was met het neutraliteitsprincipe dat België bij verdrag was opgelegd, moest ook dit in het geheim gebeuren.
De Belgische generaal Ducarme gaf toe dat indien de Duitsers België zouden binnenvallen, hij het Belgische leger de opdracht zou geven aan te vallen.
Generaal Grierson beloofde 100 000 Britse soldaten ter beschikking te stellen indien dit mocht gebeuren.

## Tweede Wereldoorlog

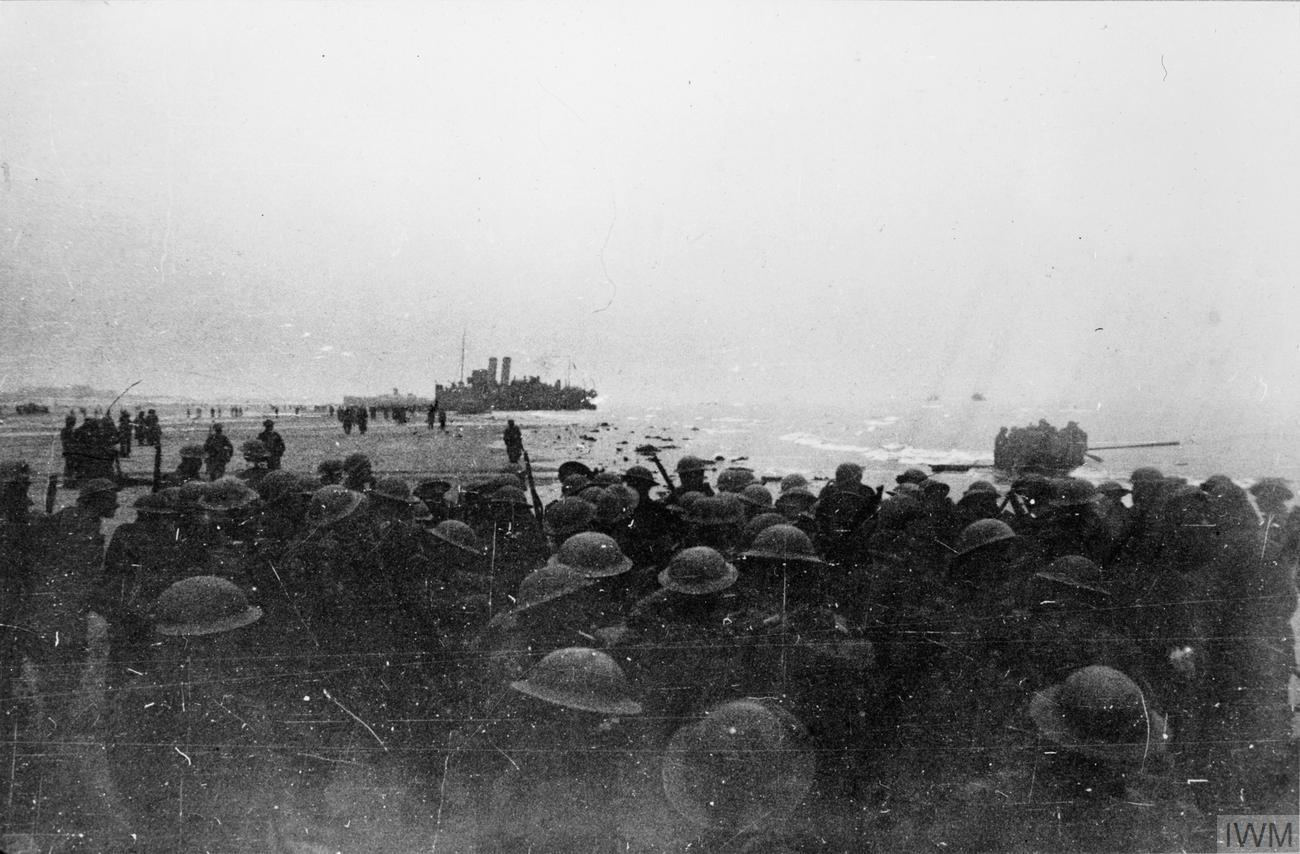
De British Expeditionary Force wacht op het strand van Duinkerke op evacuatie met Operatie Dynamo.

Toen het Verenigd Koninkrijk de oorlog verklaard had aan Duitsland, zond het een British Expeditionary Force naar Noorwegen.
Toen Duitsland Frankrijk aanviel en de Slag om Frankrijk begon, werden die teruggetrokken en naar Frankrijk gestuurd.
Tijdens de Duitse aanval op West-Europa in mei 1940 verweerden de Britten zich hevig, maar door een grote Duitse overmacht en de Blitzkrieg werden de Britten teruggedreven en ingesloten.
Zij verlieten het vasteland van Europa op 4 juni 1940 te Duinkerke met Operatie Dynamo (behalve de 51e (Hoogland) Infanteriedivisie die zich overgaf met een deel van het Franse 10de leger). Dit met achterlating van 1200 stuks veldgeschut, 1250 luchtdoelkanonnen en antitankgeschut, 11.000 machinegeweren, 75.000 voertuigen en een gigantische voorraad munitie.